# Das Lächeln der Tiefseefische
Das Lächeln der Tiefseefische ist ein deutscher Coming-of-Age-Film von Till Endemann aus dem Jahr 2005 mit Jacob Matschenz und Alice Dwyer in den Hauptrollen. Der Film startete nach seiner Uraufführung am 14. Januar 2005 im Juli desselben Jahres auf dem Filmfestival Max Ophüls Preis in den deutschen Kinos. Im April 2007 wurde der Film auf arte erstmals im Fernsehen gesendet.

## Handlung
Der 17-Jährige pubertierende Junge Malte lebt gemeinsam mit seinem alkoholabhängigen Vater auf der deutsch-polnischen Insel Usedom. Dort jobbt er in einer Fischbude und schmuggelt nebenher Zigaretten. Als völlig unerwartet seine Schwester mit ihrem Sohn auf die Insel zurückkehrt, ist Malte Erinnerungen ausgesetzt, denen er psychisch nicht standhält. Kurzerhand verlässt er das familiäre Domizil und zieht bei einem Freund auf der Insel ein, wo er die junge attraktive Annika kennenlernt, die gerade ihren Urlaub auf Usedom verbringt.

## Produktionsnotizen
Das Lächeln der Tiefseefische wurde von Elke Ried durch die Ziegler Film produziert. Die Dreharbeiten fanden vom 20. Juli 2004 bis zum 20. August 2004 auf Usedom, in Greifswald und der Umgebung statt.

## Kritik
Für die Redaktion vom film-dienst war Das Lächeln der Tiefseefische ein „Coming-of-Age-Film, der zwischen der Leichtigkeit eines ‚Sommer-Jugendfilms‘ und genauen sozialen Beobachtungen nicht ganz das Gleichgewicht findet; dennoch eine spannende Talentprobe.“